# سجویک، کامبریا
سجویک (به انگلیسی: Sedgwick) یک روستا و محله مدنی در بریتانیا است که در South Lakeland واقع شده‌است. سجویک ۳۴۹ نفر جمعیت دارد.